# Reka Mociurița
Reka Mociurița este o arie protejată (arie specială de conservare — SAC, sit de importanță comunitară — SCI) din Bulgaria întinsă pe o suprafață de 8.702,83 ha, integral pe uscat.

## Localizare
Centrul sitului Reka Mociurița este situat la coordonatele 42°37′47″N 26°55′36″E / 42.6298°N 26.9266°E.

## Înființare
Situl Reka Mociurița a fost declarat sit de importanță comunitară în martie 2007 pentru a proteja 22 de specii de animale. Situl a fost protejat și ca arie specială de conservare în martie 2021.

## Biodiversitate
Situată în ecoregiunea continentală, aria protejată conține 12 habitate naturale: Pășuni continentale udate de apa mării, Stepe și mlaștini sărate panonice, Pajiști uscate seminaturale și facies de acoperire cu tufișuri pe substraturi calcaroase (Festuco-Brometalia) (* situri importante pentru orhidee), Pseudostepă cu ierburi și specii anuale de Thero-Brachypodietea, Liziere de ierburi înalte hidrofile de câmpie și de nivel montan până la alpin, Fânețe de joasă altitudine (Alopecurus pratensis, Sanguisorba officinalis), Pante stâncoase silicioase cu vegetație casmofită, Roci stâncoase cu vegetație pionieră de Sedo-Scleranthion sau Sedo albi-Veronicion dillenii, Păduri de stejar alb estice, Păduri aluvionare cu Alnus glutinosa și Fraxinus excelsior (Alno-Padion, Alnion incanae, Salicion albae), Păduri panonice-balcanice de stejar turcesc - stejar sesil, Galerii de Salix alba și de Populus alba.
La baza desemnării sitului se află mai multe specii protejate:
- amfibieni (3): buhai de baltă cu burta roșie (Bombina bombina), izvoraș-cu-burta-galbenă (Bombina variegata), Triturus karelinii
- mamifere (5): lupul (Canis lupus), vidră de râu (Lutra lutra), hamster românesc (Mesocricetus newtoni), popândău (Spermophilus citellus), dihor pătat (Vormela peregusna)
- nevertebrate (7): croitorul mare al stejarului (Cerambyx cerdo), Coenagrion ornatum, rădașcă (Lucanus cervus), fluturele purpuriu (Lycaena dispar), croitorul cenușiu al stejarului (Morimus funereus), Paracaloptenus caloptenoides, Unio crassus
- pești (3): Barbus cyclolepis, zvârluga (Cobitis taenia), boarță (Rhodeus amarus)
- reptile (4): Elaphe sauromates, țestoasa de baltă (Emys orbicularis), Testudo graeca, țestoasă bănățeană (Testudo hermanni)

Pe lângă speciile protejate, pe teritoriul sitului au mai fost identificate 4 specii de amfibieni, 7 specii de mamifere, 2 specii de pești, 10 specii de reptile.